# Lista över mottagare av Hans Majestät Konungens medalj till dem som tjänar hovstaterna
Detta är en lista över mottagare av Hans Majestät Konungens medalj.

## Carl XVI Gustaf (1973–)

### 12:e storleken med kedja
| Datum | Bild | Namn                        | Titel                            | Motivering                                        | Anmärkning |
| ----- | ---- | --------------------------- | -------------------------------- | ------------------------------------------------- | ---------- |
| 2021  |      | Kirstine von Blixen-Finecke | Överhovmästarinnan, friherrinnan | För förtjänstfulla insatser som överhovmästarinna |            |
| 2021  |      | Svante Lindqvist            | Fv. riksmarskalken               | För förtjänstfulla insatser som riksmarskalk      |            |

### 12:e storleken i Serafimerordens band
| Datum | Bild | Namn               | Titel                               | Motivering                                                                           | Anmärkning |
| ----- | ---- | ------------------ | ----------------------------------- | ------------------------------------------------------------------------------------ | ---------- |
| 2020  |      | Margareta Thorgren | Informationschef                    | För förtjänstfulla insatser som chef för Informationsavdelningen                     |            |
| 2021  |      | Johan Dalman       | Överhovpredikant                    | För förtjänstfulla insatser som överhovpredikant                                     |            |
| 2021  |      | Anna Hamilton      | Statsfrun, grevinnan                | För förtjänstfulla insatser som statsfru                                             |            |
| 2021  |      | Staffan Larsson    | Ståthållare                         | För förtjänstfulla insatser som ståthållare                                          |            |
| 2021  |      | Odd Zschiedrich    | Ceremonimästare                     | För förtjänstfulla insatser vid Ceremonistaten                                       |            |
| 2022  |      | Ulf Gunnehed       | Överste                             | För förtjänstfulla insatser som hovstallmästare och chef för H.M. Konungens hovstall |            |
| 2024  |      | Jan Salestrand     | F.d. stabschefen generallöjtnant    | För förtjänstfulla insatser som chef för H.M. Konungens stab                         |            |
| 2024  |      | Per Sandin         | Vice ordenskansler                  | För förtjänstfulla insatser vid Kungl. Maj:ts Orden och Ceremonistaten               |            |
| 2025  |      | Lars Amréus        | Kabinettskammarherre, överintendent | För förtjänstfulla insatser vid Ceremonistaten.                                      |            |
| 2025  |      | Carl Folke         | Kabinettskammarherre, professor     | För förtjänstfulla insatser vid Ceremonistaten.                                      |            |
| 2025  |      | Göran Lithell      | Förste hovmarskalk och chef         | För förtjänstfulla insatser som förste hovmarskalk och chef för Hovmarskalksämbetet. |            |

### 8:e storleken i Serafimerordens band
| Datum | Bild | Namn                    | Titel                               | Motivering                                                                        | Anmärkning |
| ----- | ---- | ----------------------- | ----------------------------------- | --------------------------------------------------------------------------------- | ---------- |
| 2020  |      | Peter Hederstedt        | Överste                             | För förtjänstfulla insatser som H.M. Konungens adjutant                           |            |
| 2020  |      | Carl-Anders Helander    | Kammarherre agr. dr                 | För förtjänstfulla insatser vid Ceremonistaten                                    |            |
| 2020  |      | Jonas Hård af Segerstad | Kommendör                           | För förtjänstfulla insatser som H.M. Konungens adjutant                           |            |
| 2020  |      | Henrik Klackenberg      | Kammarherre statsheraldiker fil. dr | För förtjänstfulla insatser vid Ceremonistaten                                    |            |
| 2020  |      | Wilhelm Stiernstedt     | Kammarherre friherre                | För förtjänstfulla insatser vid Ceremonistaten                                    |            |
| 2020  |      | Per Ström               | Kammarherre teol. dr                | För förtjänstfulla insatser vid Ceremonistaten                                    |            |
| 2020  |      | Lars-Erik Tindre        | F.d. hovmarskalk                    | För förtjänstfulla insatser vid Hovmarskalksämbetet                               |            |
| 2021  |      | Andreas Andersson       | Husgerådsmästare                    | För förtjänstfulla insatser inom Kungl. Husgerådskammaren                         |            |
| 2021  |      | Anna Dellham            | Överstelöjtnant                     | För förtjänstfulla insatser som H.K.H. Kronprinsessans adjutant                   |            |
| 2021  |      | Lena Martin             | Överstelöjtnant                     | För förtjänstfulla insatser som H.K.H. Kronprinsessans adjutant                   |            |
| 2021  |      | Erland Montgomery       | Slottsarkitekt                      | För förtjänstfulla insatser som slottsarkitekt på Drottningholms slott            |            |
| 2021  |      | Adam Nelson             | Överstelöjtnant                     | För förtjänstfulla insatser som H.M. Konungens adjutant                           |            |
| 2021  |      | Carl-Magnus Svensson    | Överstelöjtnant                     | För förtjänstfulla insatser som H.M. Konungens adjutant                           |            |
| 2021  |      | Leila Tuuli             | Intendent                           | För förtjänstfulla insatser inom Kungl. Husgerådskammaren                         |            |
| 2021  |      | Kolbjörn Waern          | Slottsarkitekt                      | För förtjänstfulla insatser som slottsarkitekt vid Drottningholms parkförvaltning |            |
| 2021  |      | Lars Wennberg           | Livmedikus                          | För förtjänstfulla insatser som H.M. Konungens livmedikus                         |            |
| 2021  |      | Tobias Widén            | Örlogskapten                        | För förtjänstfulla insatser som H.K.H. Kronprinsessans adjutant                   |            |
| 2022  |      | Veronica Agrenius       | Livmedikus                          | För förtjänstfulla insatser vid Läkarstaten                                       |            |
| 2022  |      | Harriet Bredelius       | Hovdam                              | För förtjänstfulla insatser som H.M. Drottningens hovdam                          |            |
| 2022  |      | Jan Bruzelius           | Kammarherre                         | För förtjänstfulla insatser vid Ceremonistaten                                    |            |
| 2022  |      | Mikael Brännvall        | Kammarherre                         | För förtjänstfulla insatser vid Ceremonistaten                                    |            |
| 2022  |      | Johan Norlén            | Kommendör                           | För förtjänstfulla insatser som H.M. Konungens adjutant                           |            |
| 2022  |      | Malin Persson           | Överste                             | För förtjänstfulla insatser som H.K.H. Kronprinsessans adjutant                   |            |
| 2023  |      | Lena Bartholdson        | Hovmarskalk och chef                | För förtjänstfulla insatser som chef vid H.K.H. Kronprinsessans hovstat           |            |
| 2023  |      | Michael Bjerkhagen      | Pastor                              | För förtjänstfulla insatser vid Kungl. Hovförsamlingen                            |            |
| 2023  |      | Kerstin Hagsgård        | Intendent                           | För förtjänstfulla insatser vid Kungl. Husgerådskammaren                          |            |
| 2023  |      | Mikael Horal            | Kammarherre                         | För förtjänstfulla insatser vid Ceremonistaten                                    |            |
| 2023  |      | Otto von Platen         | Vice ceremonimästare                | För förtjänstfulla insatser vid Ceremonistaten                                    |            |
| 2024  |      | Lennart Andrén          | F.d. slottsuppsyningsman            | För förtjänstfulla insatser vid Ståthållarämbetet                                 |            |
| 2024  |      | Peder Ling              | Enhetschef                          | För förtjänstfulla insatser vid Ståthållarämbetet                                 |            |
| 2024  |      | Maria Olovsson          | Hovsekreterare                      | För förtjänstfulla insatser som H.E. Riksmarskalkens sekreterare                  |            |
| 2025  |      | Nina Fagerholm          | Personalchef                        | För förtjänstfulla insatser vid Riksmarskalksämbetet.                             |            |
| 2025  |      | Jonas Hassel            | Överstelöjtnant                     | För förtjänstfulla insatser som H.M. Konungens adjutant.                          |            |
| 2025  |      | Rick Johansson          | Överstelöjtnant                     | För förtjänstfulla insatser som H.M. Konungens adjutant.                          |            |

### 8:e storleken i högblått band
| Datum | Bild | Namn                       | Titel                               | Motivering                                                       | Anmärkning |
| ----- | ---- | -------------------------- | ----------------------------------- | ---------------------------------------------------------------- | ---------- |
| 2019  |      | Liisa Hartikainen          | Husfru                              | För förtjänstfulla insatser vid Ståthållarämbetet                |            |
| 2019  |      | Paulina Landin             | Första Slottsträdgårdsmästare       | För förtjänstfulla insatser vid Ståthållarämbetet                |            |
| 2019  |      | Johan Olsen                | Förste Hovkanslist                  | För förtjänstfulla insatser vid Hovmarskalksämbetet              |            |
| 2020  |      | Heidi Kumlin               | Hovsekreterare                      | För förtjänstfulla insatser som H.M. Konungens handsekreterare   |            |
| 2021  |      | Sigrun Berg                | Hovsekreterare                      | För förtjänstfulla insatser som H.M. Drottningens sekreterare    |            |
| 2021  |      | Tiina Björkbacka           | Fotoredaktör                        | För förtjänstfulla insatser vid Informationsavdelningen          |            |
| 2021  |      | Hélène Bruneheim           | Hovkamrer                           | För förtjänstfulla insatser vid Riksmarskalksämbetet             |            |
| 2021  |      | Helena Chreisti            | Intendent tillika enhetschef        | För förtjänstfulla insatser inom Ståthållarämbetet               |            |
| 2021  |      | Helena Dahl                | Fastighetsintendent                 | För förtjänstfulla insatser vid Kungl. Djurgårdens Förvaltning   |            |
| 2021  |      | Henrik Garlöv              | Webbsamordnare och intranätredaktör | För förtjänstfulla insatser vid Informationsavdelningen          |            |
| 2021  |      | Helena Garofalo            | Hovkanslist                         | För förtjänstfulla insatser inom Hovmarskalksämbetet             |            |
| 2021  |      | Arvid Jakobsson            | Tf. slottsbibliotekarie             | För förtjänstfulla insatser vid Bernadottebiblioteket            |            |
| 2021  |      | Mari-Louise Karjer         | Hovkanslist                         | För förtjänstfulla insatser inom Hovmarskalksämbetet             |            |
| 2021  |      | Annika Lundmark            | Förvaltningsintendent               | För förtjänstfulla insatser vid Drottningholms slottsförvaltning |            |
| 2021  |      | Lars-Olof Nilsson          | Stallmästare, överste               | För förtjänstfulla insatser som stallmästare                     |            |
| 2021  |      | Ulrika Näsholm             | Informationssekreterare             | För förtjänstfulla insatser som informationssekreterare          |            |
| 2021  |      | Magnus Raihle Rehbäck      | Köksmästare                         | För förtjänstfulla insatser som köksmästare                      |            |
| 2022  |      | Fredrik Brodin             | Hovsekreterare                      | För förtjänstfulla insatser vid H.K.H. Kronprinsessans hovstat   |            |
| 2022  |      | Anne-Charlotte Jonsson     | Silviasyster, undersköterska        | För förtjänstfulla insatser vid Kungl. Hovstaterna               |            |
| 2022  |      | Josefine Lindqvist         | Enhetschef                          | För förtjänstfulla insatser vid Gripsholms slottsförvaltning     |            |
| 2022  |      | Tina Törnquist             | Kammarjungfru                       | För förtjänstfulla insatser vid H.K.H. Kronprinsessans hovstat   |            |
| 2023  |      | Tomas Tåström              | Slottsväbel                         | För förtjänstfulla insatser vid Ståthållarämbetet                |            |
| 2024  |      | Johan Larsson              | Extra hovlakej                      | För förtjänstfulla insatser som extra hovlakej                   |            |
| 2025  |      | Per Rudengren              | Verksamhetschef                     | För förtjänstfulla insatser vid Stenhammar gods.                 |            |
| 2025  |      | Carolina Thaysen Petersson | Verksamhetschef                     | För förtjänstfulla insatser vid Sollidens slottsförvaltning.     |            |

### 8:e storleken i silver i högblått band
| Datum | Bild | Namn             | Titel          | Motivering                                     | Anmärkning |
| ----- | ---- | ---------------- | -------------- | ---------------------------------------------- | ---------- |
| 2019  |      | Einar Einarsen   | Extra kock     | För förtjänstfulla insatser som extra kock     |            |
| 2019  |      | Per Fischerström | Extra servitör | För förtjänstfulla insatser som extra servitör |            |
| 2019  |      | Jens Gutke       | Extra servitör | För förtjänstfulla insatser som extra servitör |            |
| 2019  |      | Owe Marstorp     | Extra servitör | För förtjänstfulla insatser som extra servitör |            |
| 2019  |      | Manfred Rainer   | Extra kock     | För förtjänstfulla insatser som extra kock     |            |
| 2019  |      | Micael Stehr     | Extra servitör | För förtjänstfulla insatser som extra servitör |            |
| 2019  |      | Bertil Villnow   | Extra servitör | För förtjänstfulla insatser som extra servitör |            |
| 2020  |      | Peter Engwall    | Hovlakej       | För förtjänstfulla insatser som extra servitör |            |